# Бугила лісова
Бугила́ лісова (Anthriscus sylvestris) — багаторічна трав'яниста приполярно-альпійська рослина родини окружкові (Apiaceae).

## Етимологія
Біологічна назва роду Anthriscus походить від грецьких слів anthos — квітка та richos — паркан, а видова від лат. sylvestris — «лісовий».

## Опис
Стояча, запушена рослина заввишки до 1,5 м. Плоди 6-10 мм, голі, гладкі, дзьоб до 1 мм. Хромосом: 2n = 16.

## Поширення
Росте в Африці, Європі (у тому числі Україні), Азії (як тропічній так і помірній), натуралізований у Канаді, США, Чилі. Населяє трав'янисті місця, краї рідколісь.

## Практичне використання
Рослину вживають у їжу. Молоде зілля бугили містить 3,9 % вуглеводів, 2,5 % білків, різні органічні кислоти та вітаміни.
Через сильну духмяність і аромат вживають у суміші з рослинами без запаху. З молодого листя бугили разом з листям яглиці готують щі, окрошку, холодний борщ.
Свіже коріння має близько 1 % цукру, 14,7 % крохмалю, 5,7 % цукрози. На Кавказі (Абхазія, Аджарія) з подрібненого кореня готують сусло та женуть спирт. Стебло і листя маринують і квасять про запас.
У деяких районах нашої країни молода, очищена від шкірки стеблина бугили слугує ласощами для дітей.

## Галерея

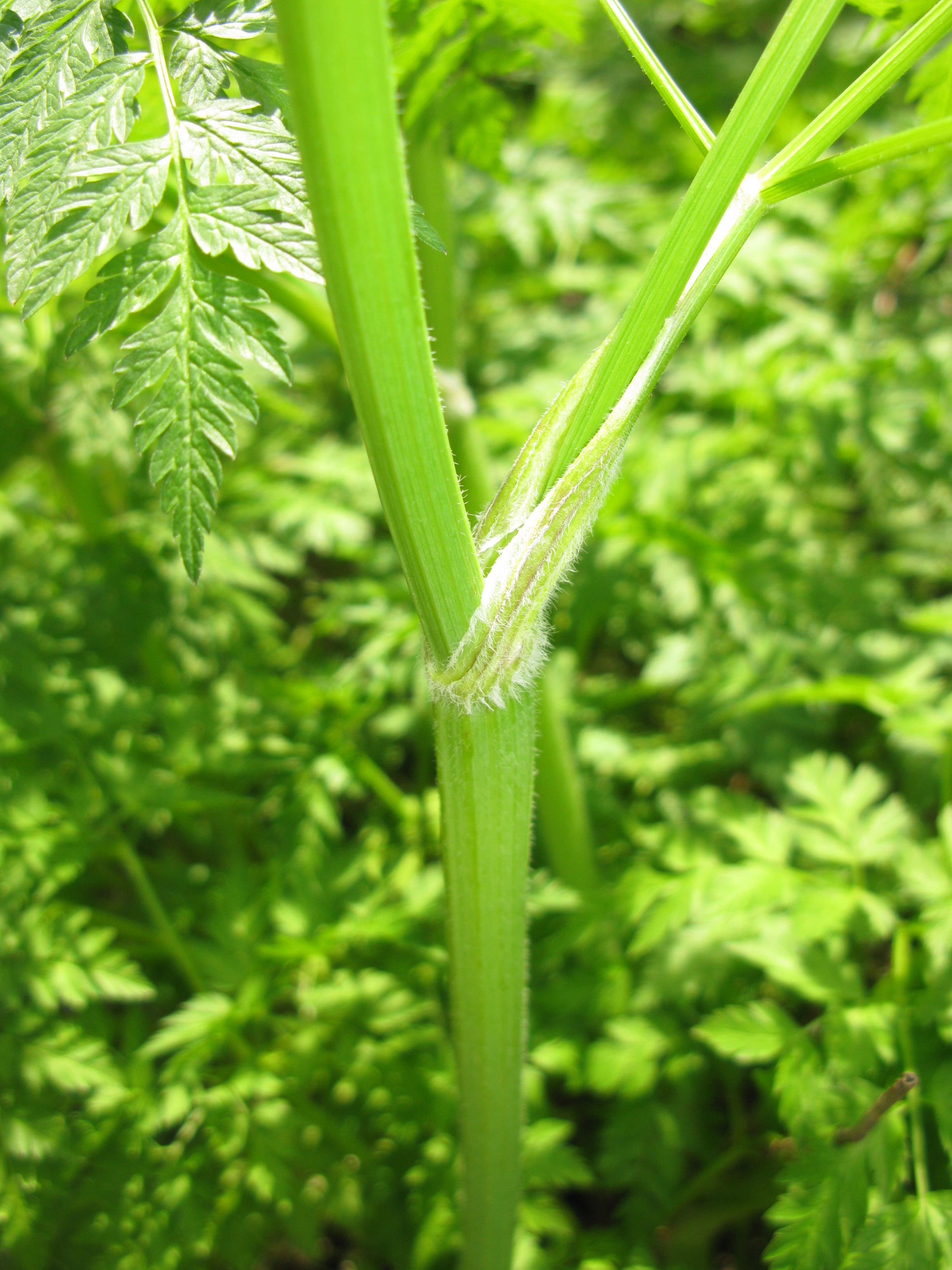
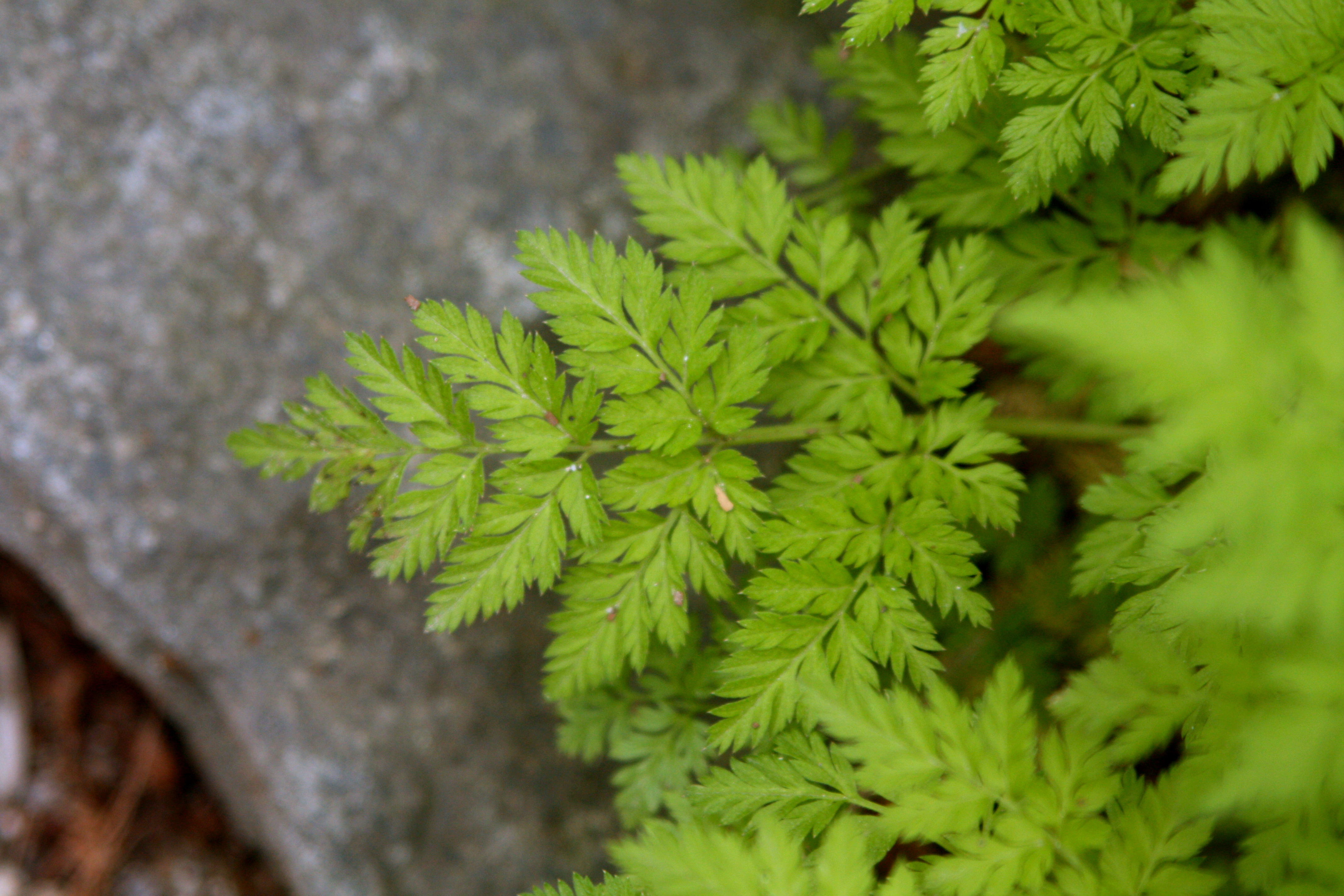
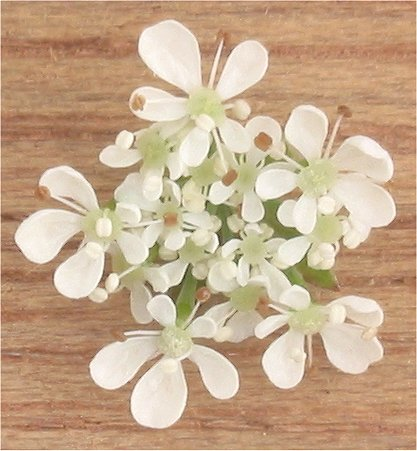
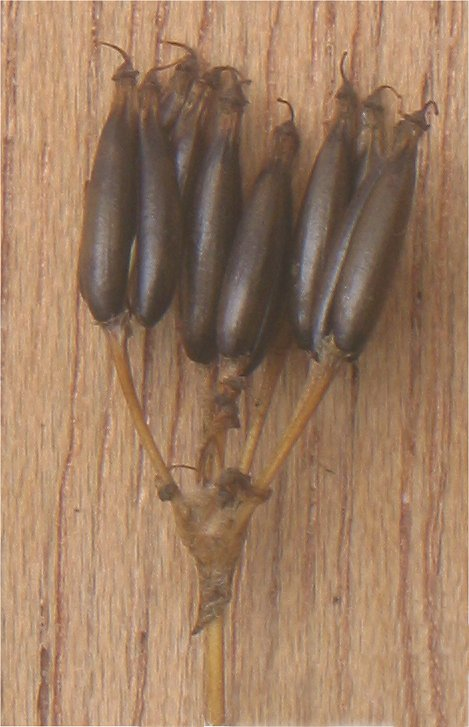
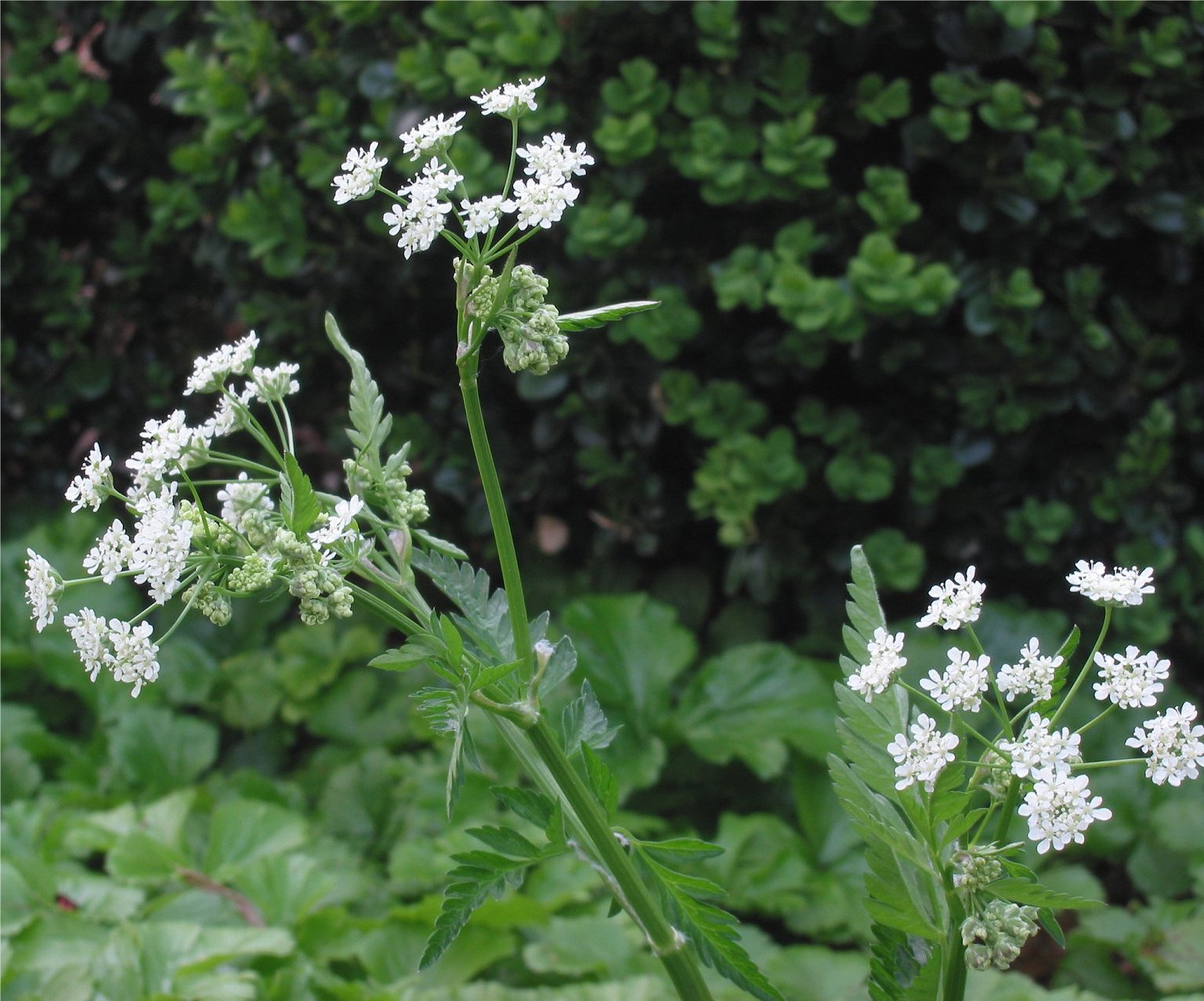